# Chemillé-sur-Indrois
Chemillé-sur-Indrois – miejscowość i gmina we Francji, w Regionie Centralnym, w departamencie Indre i Loara.
Według danych na rok 1990 gminę zamieszkiwało 207 osób, a gęstość zaludnienia wynosiła 8 osób/km² (wśród 1842 gmin Regionu Centralnego Chemillé-sur-Indrois plasuje się na 932. miejscu pod względem liczby ludności, natomiast pod względem powierzchni na miejscu 463.).